# José Becerril
Pour les articles homonymes, voir Becerril (homonymie).
José Becerril, né le 21 août 1926 à Madrid et mort le 30 mai 1982 dans la même ville, est un footballeur espagnol qui évoluait au poste de défenseur. Il a  notamment joué au Real Madrid, remportant 3 fois la Champions League, lors de ses trois premières éditions.

## Biographie

### En club
José Becerril est formé au Commercial madrilène, au Barbieri et puis au Mediodía de Madrid, jusqu'à ce qu'en 1947 il signe par le Real Murcie CF, où il joue jusqu'en 1950, année où il est transféré au CD Málaga. Avec le club malagueño il est champion de la Deuxième division d'Espagne de 1952, montant ainsi dans la catégorie supérieure.

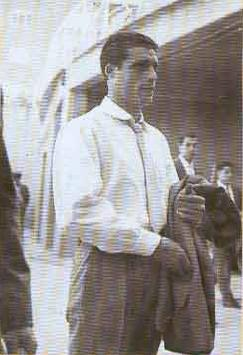
José Becerril à l'Aéroport de Madrid.

En 1953, après la descente de son club, il est à nouveau recruté par le Real Madrid CF. Il y remporte le championnat d'Espagne à quatre occasions, outre la Petite Coupe du Monde de Clubs en 1956, et la Coupe Latine en 1955 et 1957.
Il a surtout à son actif trois Coupe des Champions d'Europe, dont la première éditionde la compétition qui a lieu en 1956, puis les deux suivantes en 1957 et 1958. Il fait ainsi partie de cette équipe légendaire qui gagna les 4 premières éditions de la plus grande coupe continentale.
Par la suite, après avoir joué avec le Grenade CF puis le CD Castellón, il prend sa retraite sportive en 1961.

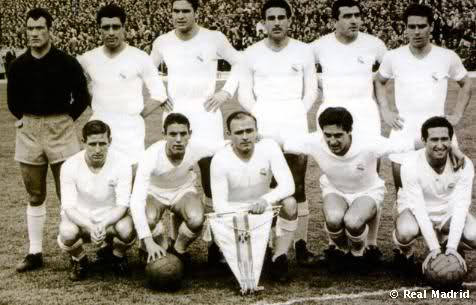
José Becerril avec le Real Madrid avant la demi-finale européenne contre le Manchester United en 1956.

Il meurt le 30 mai 1982 à Madrid à l'âge de 55 ans.

## Palmarès
Real Madrid
| - Championnat d'Espagne (4) : - Champion: 1953-54, 1954-55, 1956-57 et 1957-58. - Coupe d'Europe des clubs champions (3) : - Vainqueur 1955-56, 1956-57 et 1957-58. |  | - Coupe Latine (2) : - Vainqueur: 1955 et 1957. - Petite coupe du monde des clubs (1) : - Vainqueur: 1956 (pt). |